# Banjarejo (Kaliangkrik)
Banjarejo is een bestuurslaag in het regentschap Magelang van de provincie Midden-Java, Indonesië. Banjarejo telt 3201 inwoners (volkstelling 2010).